# Acropimpla benguetica
Acropimpla benguetica är en stekelart som beskrevs av Baltazar 1961. Acropimpla benguetica ingår i släktet Acropimpla och familjen brokparasitsteklar. Inga underarter finns listade i Catalogue of Life.